# Boyolali
Boyolali är ett kabupaten i Indonesien.   Det ligger i provinsen Jawa Tengah, i den västra delen av landet, 400 km öster om huvudstaden Jakarta. Antalet invånare är 979 748. Arean är 1 015 kvadratkilometer.
Terrängen i Boyolali är varierad.